# Xenostegia
Xenostegia je rod slakovki smješten u tribus Merremieae , dio potporodice  Convolvuloideae. Sastoji se od 6 vrsta uglavnom polugrmova i gomoljastih geofita u tropskom Starom svijetu (uglavnom Afrika); jedna vrsta prisutna i u Australiji. 
Rod je opisan u Brittonia 32(4): 533. 1980[1981].

## Vrste
1. Xenostegia alatipes (Dammer) A.R.Simões & Staples
2. Xenostegia lomamiensis Sosef & Gereau
3. Xenostegia medium (L.) D.F.Austin & Staples
4. Xenostegia pinnata (Hochst. ex Choisy) A.R.Simões & Staples
5. Xenostegia sapinii (De Wild.) A.R.Simões & Staples
6. Xenostegia tridentata (L.) D.F.Austin & Staples